# Refugi antiaeri de la plaça de la Vila
El Refugi antiaeri de la plaça de la Vila és una obra de Martorell (Baix Llobregat) protegida com a Bé Cultural d'Interès Local.

## Descripció
Galeria amb volta semicircular recoberta de totxo, construïda l'any 1938, com a refugi antiaeri. Té una llargada total de 35.3 m, dels que 8.70 corresponen a les escales d'accés i 26.6 a la galeria. La seva amplada oscil·la entre 1.20 -1.25 m, i l'alçada entre 1.70 - 2.00m. Es troba a una profunditat màxima de 8 m i s'hi accedeix per una escala de 27 graons de 18 cm d'alçada i 30 de profunditat, feta de maons. Per altra banda, a l'interior del refugi, encara s'hi poden veure tres accessos, actualment tapiats, amb l'entrada situada a l'interior de tres cases veïnes: cal Morales, cal Vial i cal Canta (plaça de la Vila, 23, 36 i 30). El primer accés està situat a la dreta de l'últim graó de l'escala, i els dos següents, a la part esquerre de la galeria. Poc abans d'arribar al final, i també a l'esquerra, es pot veure una gruta de forma el·líptica parcialment tapiada. El refugi, segons informacions orals, tenia una segona entrada i sortida, entre cal Xic i cal Batllevell (plaça de la Vila, 28 i 22), però això de moment no s'ha pogut comprovar. La galeria finalitza en un talús de terres. El dia 15 de març de 1990, en ocasió de les obres de pavimentació de la plaça de la Vila, es va descobrir l'entrada del refugi, la qual havia estat oculta des del final de la Guerra Civil.